# Сант'Агата Фелтрија (Римини)
Сант'Агата Фелтрија (итал. Sant'Agata Feltria) је насеље у Италији у округу Римини, региону Емилија-Ромања.
Према процени из 2011. у насељу је живело 909 становника. Насеље се налази на надморској висини од 576 м.

## Географија
| Клима (Сант'Агата Фелтрија) | Клима (Сант'Агата Фелтрија) | Клима (Сант'Агата Фелтрија) | Клима (Сант'Агата Фелтрија) | Клима (Сант'Агата Фелтрија) | Клима (Сант'Агата Фелтрија) | Клима (Сант'Агата Фелтрија) | Клима (Сант'Агата Фелтрија) | Клима (Сант'Агата Фелтрија) | Клима (Сант'Агата Фелтрија) | Клима (Сант'Агата Фелтрија) | Клима (Сант'Агата Фелтрија) | Клима (Сант'Агата Фелтрија) | Клима (Сант'Агата Фелтрија) |
| Показатељ \ Месец           | .Јан.                       | .Феб.                       | .Мар.                       | .Апр.                       | .Мај.                       | .Јун.                       | .Јул.                       | .Авг.                       | .Сеп.                       | .Окт.                       | .Нов.                       | .Дец.                       | .Год.                       |
| --------------------------- | --------------------------- | --------------------------- | --------------------------- | --------------------------- | --------------------------- | --------------------------- | --------------------------- | --------------------------- | --------------------------- | --------------------------- | --------------------------- | --------------------------- | --------------------------- |
| Средњи максимум, °C (°F)    | 6,8 (44,2)                  | 9,4 (48,9)                  | 12,9 (55,2)                 | 17,3 (63,1)                 | 21,8 (71,2)                 | 26,3 (79,3)                 | 29,4 (84,9)                 | 29,9 (85,8)                 | 25,0 (77)                   | 19,2 (66,6)                 | 13,1 (55,6)                 | 8,5 (47,3)                  | 29,9 (85,8)                 |
| Средњи минимум, °C (°F)     | −1,1 (30)                   | 0,4 (32,7)                  | 3,6 (38,5)                  | 7,1 (44,8)                  | 10,2 (50,4)                 | 13,8 (56,8)                 | 15,6 (60,1)                 | 15,7 (60,3)                 | 13,0 (55,4)                 | 9,4 (48,9)                  | 5,5 (41,9)                  | 1,1 (34)                    | −1,1 (30)                   |
| [ тражи се извор ]          |                             |                             |                             |                             |                             |                             |                             |                             |                             |                             |                             |                             |                             |

## Становништво
| 1931. | 1936. | 1951. | 1961. | 1971. | 1981. | 1991. | 2001. | 2011. |
| ----- | ----- | ----- | ----- | ----- | ----- | ----- | ----- | ----- |
| 5.521 | 6.061 | 6.301 | 4.423 | 2.878 | 2.623 | 2.388 | 2.361 | 2.280 |